# Gunnar Rehlin – en liten film om att göra någon illa
Gunnar Rehlin – en liten film om att göra någon illa, är en svensk TV-film från 1999 av Killinggänget, regisserad av Tomas Alfredson. Filmen är en del av Killinggängets Fyra små filmer.
Filmen är gjord som ett avsnitt ur den amerikanska dokumentärserien Insight och handlar om Killinggängets reklamkampanj emot filmkritikern Gunnar Rehlin. De har gjort reklamfilmer med slogans som Gunnar Rehlin – okarismatisk och tråkig, Gunnar Rehlin – har inte sex och Gunnar Rehlin – han utrotar folkslag. Gunnar går under jorden och försöker rentvå sitt namn med hjälp av sitt ombud Jan-Erik.

## Rollista
- Tommy Bergqvist – Journalist
- Robert Gustafsson
- Benny Haag – Jan-Erik Svärdfeldt
- Henrik Schyffert
- Jonas Inde
- Johan Rheborg
- Andres Lokko
- Martin Luuk
- Gunnar Rehlin
- Suzanne Reuter – Vicky Tarras Killing
- Bradley Ceynowa - unidentified advertising executive